# Mappa
Mappa, hebreiska bordsduken är en ashkenasisk kommentar till Shulchan aruch. Då det halachiska lagverket Schulchan Aruch, författades av en sefardisk rabbin (Josef Caro) måste den ha en kommentar som förklarar de östeuropeiska judarnas (ashkenasim) förhållningssätt och uppfattning av judisk tradition. Mappa innehåller dessa förklaringar i form av kommentarer.